# Васил Райчев
Васил Райчев е български политик, кмет на гр. Фердинанд през периода (1938 – 1944 г.). Известен е с доброто управление на градската община в тежките военни условия, с грижите по прехрана на населението и настаняване на евакуираните жители на София и други градове по време на Втората световна война.

## Биография
Роден е на 1 януари 1896 г. в гр. Разград, приет е за студент в СУ „Св. Климент Охридски“. По време на Първата световна война завършва Школа за запасни офицери, служи в 66-и пехотен полк, взводен командир, има чин запасен поручик. След войната завършва висшето си образование по специалността „правни и държавни науки“ и се отдава на адвокатска дейност. Владее руски, отчасти френски и турски език. Няма сведения за края на жизнения му път.

## Политическа дейност
Активен привърженик е на Демократическата партия и заема отговорни постове в годините на нейното управление. През 1931 – 1933 г. е председател на Видинската окръжна постоянна комисия, а през (1933 – 1934 г.) – началник на Бюрото за финансов контрол при Видинското окръжно управление. През (1935 – 1937 г.) е председател на Особената ликвидационна комисия на Земеделската кооперативна банка – гр. Кула. За кмет на гр. Фердинанд е назначен на 3 ноември 1938 г. и остава на този пост до 1 септември 1944 г., когато е уволнен в „интерес на службата“. След кметската му дейност и промените на 9 септември 1944 г. срещу него започва съдебен процес по обвинение от „народния съд“. На 5 март 1945 г. Вторият състав на Врачанския областен „народен съд“ в гр. Фердинанд го осъжда на 15 години строг тъмничен затвор, глоба от 100 000 лева, конфискуване на част от имота му в полза на държавата и лишаване от граждански права.
 Като кмет на гр. Фердинанд е известен с изграждане на общински водопровод, осигурил питейна вода за жителите на града (1942 г.) и с откриването на пълна гимназия (1943 г.). Сред най-тежките задачи на кметското управление е разпределението на недостатъчните хранителни запаси за изхранване на населението поради намаленото производство и увеличените държавни доставки. Кметът изпълнява отговорната длъжност „комисар по продоволствието“, член е на Околийската реквизиционна комисия, отговаря за мобилизационната дейност, за настаняването на евакуирани лица и др. Сред евакуираните е и съставът на Народната опера – София, а само през 1944 г. броят на настанените жители от столицата е 1800. По същото време градът е свидетел на едно от най-тежките и печални събития в неговата история – голямото наводнение на 3 юни 1942 г. от прииждането на р. Огоста. Пострадали са десетки семейства, къщи ниви, добитък и инвентар, дадени са и човешки жертви. За преодоляване на щетите от наводнението е съставена комисия начело с кмета, за подпомагане на пострадалите са отпуснати държавни средства.